# Bear River-massakern

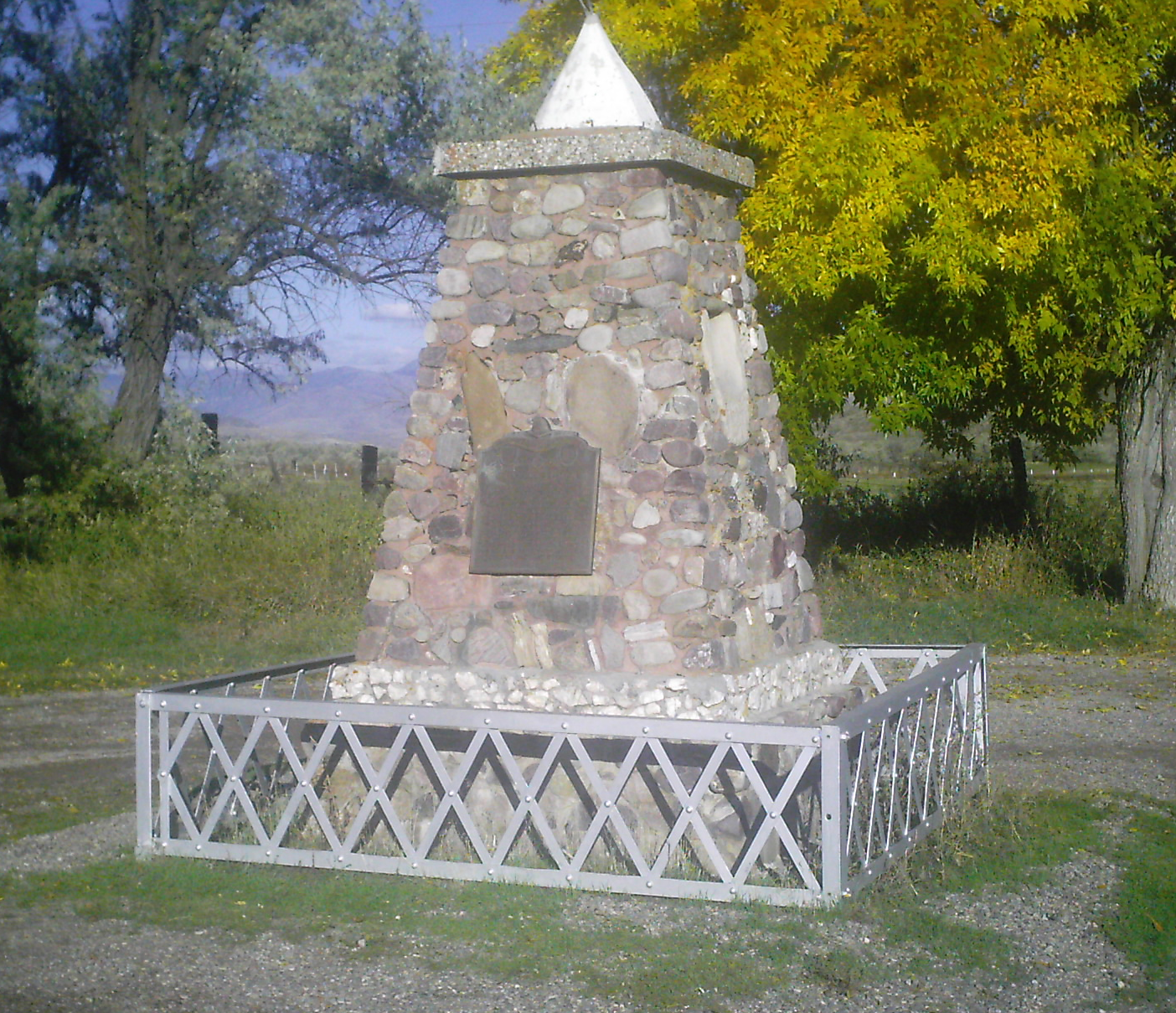
Minnesmärke över massakern

Bear River-massakern, även benämnd massakern vid Boa Ogoi, ägde rum den 29 januari 1863 i närheten av dagens Preston i sydöstra Idaho. USA:s armé mördade cirka 400 Shoshoner-indianer.

## Litteratur

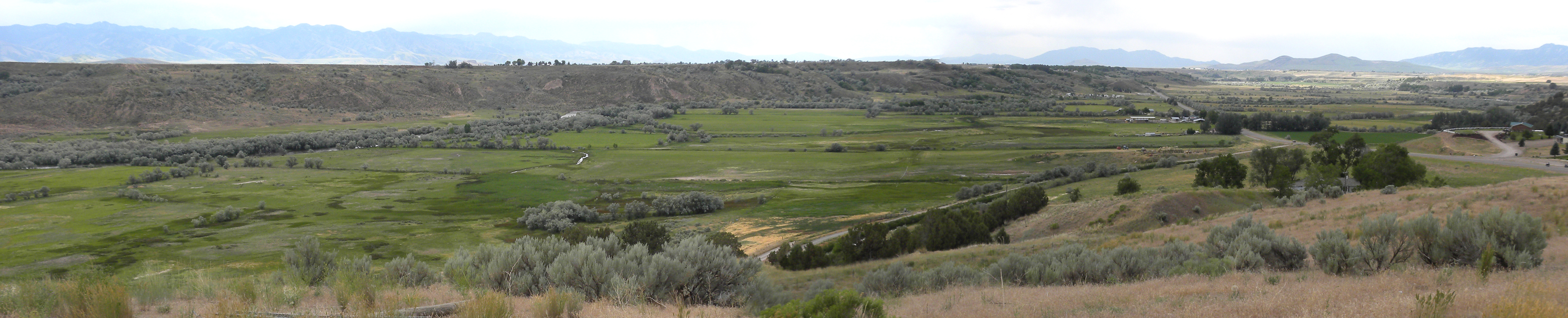